# M197
M197 електрична гармата — триствольна електрична роторна гармата системи Гатлінга, яку використовують у Збройних силах США.

## Розробка
M197 електрична гармата була розроблена для використання у армії США на вертольотах-ганшипах. Розробку було розпочато у 1967 після появи досвіду використання мініганів калібру 7,62 мм під час війни у В'єтнамі на ганшипах.
M197 є полегшеною версією гармати General Electric M61 Vulcan, з трьома стволами замість шести. Максимальний темп вогню складає одну чверть від темпу гармати Vulcan, це зроблено для зменшення вібою для легких літальних апаратів.

## Історія
M197 була прийнята на службу на пізніх версіях вертольоту AH-1 Cobra, у складі збройних підсистемах M97 або A/A49E-7 і було встановлено на вертикальній турелі на літаку корпусу морської піхоти YOV-10D Bronco NOGS. Вона також є основою блоку GPU-2/A, який складається з гармати, батареї та електричного мотора привода і 300 набоїв у безланцюговій стрічці.
На вертольоті Cobra зброя має магазин на 700 набоїв у стрічці, з загальною кількістю у системі живлення 750 набоїв. Вона має циклічний темп стрільби 730±50 набоїв за хвилину. Стандартною практикою є стрільба з гармати чергами по 30-50 пострілів. При веденні автоматичної стрільби у зависанні через віддачі важко втримати вертоліт на місці.
M197 залишається на останніх версіях ганшипів AH-1W Cobra і AH-1Z Viper. Також роторний привід зброї доволі тихий, живлення доволі добре, але інколи: пілоти повідомляли про високий відсоток заклинювань (іноді більше за 30 %). КМП і виробник провели роботи по виправленню цієї проблеми і у 2011 безланцюгова система живлення розроблена у Meggit Defense Systems була встановлена на AH-1W та Zulus. Система розрахована на 650 +/-3 набоїв у арсеналі з приблизно 40 набоями у шахті живлення.
M197 також встановлений як підфюзеляжна турель на вертольоті Agusta A129 Mangusta на 500 набоїв.
Гармата XM301 була покращеною версією M197 яка повинна була встановлюватися на вертоліт RAH-66 Comanche.
Теперішнім підрядником зброї є General Dynamics Armament Systems.
Іран заявляв, що збив один іракський винищувач МіГ-21 14 лютого 1986 під час ірано-іракської війни за допомогою гармати M197 яка була встановлена на AH-1J Internationals. Гармату також використовували під час повітряних боїв між іранськими Ah-1J та іракськими (зазвичай Мі-24 та Gazelles).

## Боєприпаси
| Позначення | Тип    | Вага снаряду [г] | Вага заряду [г]                          | Дулова швидкість [м/с] | Опис |
| ---------- | ------ | ---------------- | ---------------------------------------- | ---------------------- | --- |
| M53        | API    | ?                | 4.2 г запальний                          | 1030                   | Проникнення 6,3 мм ГКБ при куті 0-градусів влучанні і дальності 1000 м. |
| M56A3/A4   | HEI    | 102              | 9 г фугас (RDX/wax/Al) і 1,5 г запальний | 1030                   | Детонатор у носі снаряда, без трасера. Ефективний радіус ураження осколками 2 м, дальність вражаючої дії осколків 20 м. Пробиття ГКБ товщиною 12,5 мм при куті зустрічі 0 градусів на дальності 100 м |
| M242       | HEI-T  | ?                | ?                                        | ?                      | Схожий на серію фугасних снарядів M56, але з трасуючими елементами. |
| M246       | HEI-T  | 102              | 8,0 г фугас                              | ?                      | Детонатор з носовим трасером M168 зенітної гармати з самознищенням після 3-7 сек після пострілу. |
| M940       | MPT-SD | 105              | 9 г A-4/RDX/wax                          | 1050                   | Багатоцільовий бездетонаторний снаряд, фугас приводиться у дію за допомогою запалювального заряду який розташований у носі. Самознищення снаряда після згоряння трасеру. Пробивання ГКБ 12,5 мм при ураженні під кутом 0 градусів на дистанції 518 м або 6,3 мм під кутом зустрічі 60 градусів і дальності 940 м. |